# Хиперасије
Хиперасије је личност из грчке митологије.

## Митологија
Био је отац четворице Аргонаута; Астерија, Амфиона, Деукалиона и Астериона. Све их је родила Хипсо. Био је Пелентов син. О њему су писали Аполоније са Рода и Хигин.